# 願成寺 (岐阜市大洞)
願成寺（がんじょうじ）は、岐阜県岐阜市大洞にある真言宗智山派の寺院。山号は如意山。本尊は十一面観音。
美濃三十三観音第16番、美濃四国19番札所。天然記念物の中将姫誓願桜がある。

## 沿革

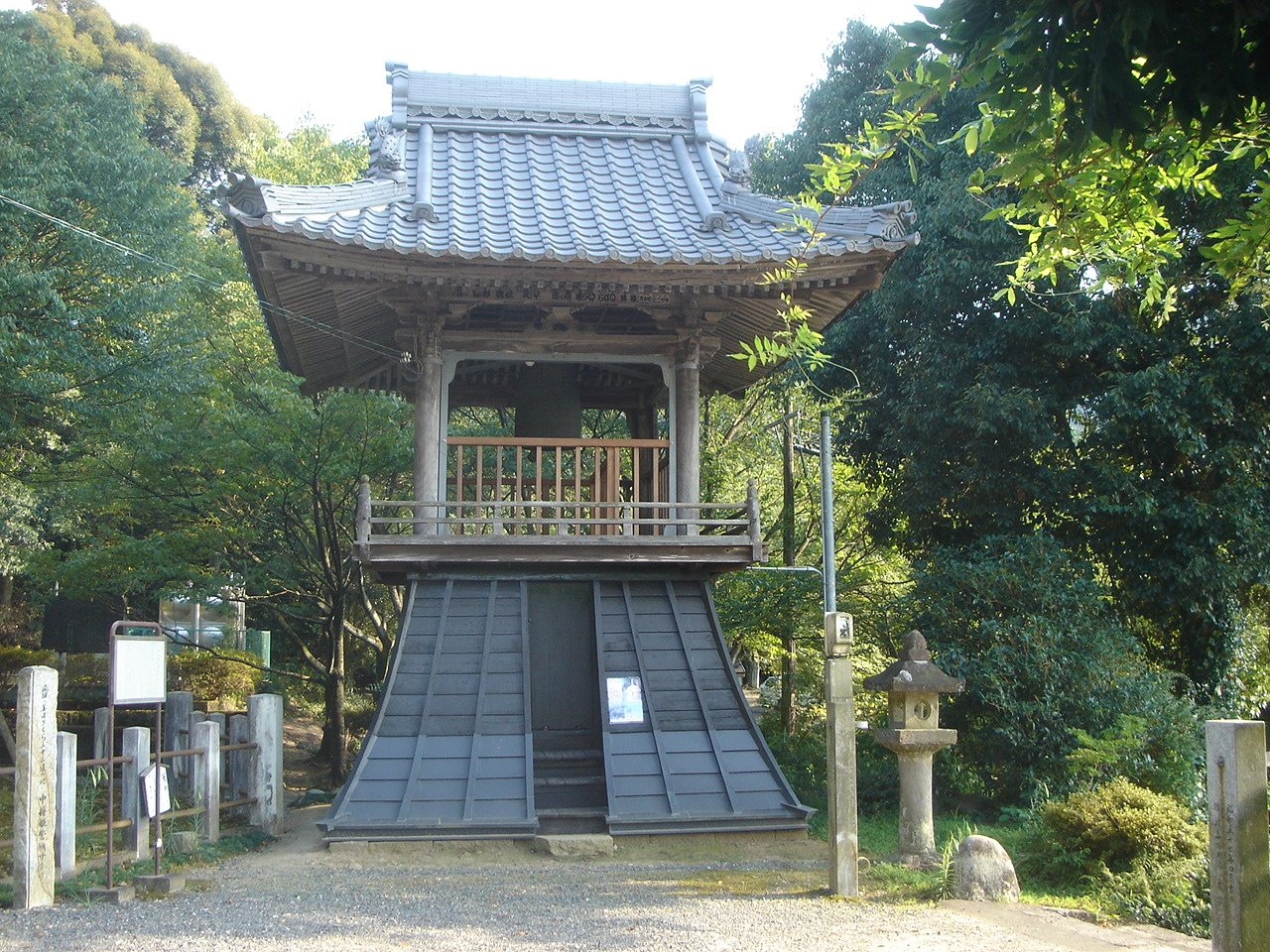
鐘楼堂

伝承によれば、672年（天武天皇元年）の壬申の乱にて大海人皇子の勝利に貢献した美濃国の豪族、村国男依が、大海人皇子より授かった観音像を美濃国芥見の地に祀ったのが最初という。この時、山間堂という御堂を建てたという。この観音像は、欽明天皇の時代、高句麗から伝えられた像という。
721年（養老5年）、泰澄により、大洞山　清水寺に改称される。
743年（天平15年）、奈良の大仏造立の為の優れた仏師を探すための使者が清水寺に滞在する。ここでの夢のお告げで出会
った人物が日野金丸（ひのかねまろ）という童子ある（護国之寺を参照）。
752年（天平勝宝4年）、聖武天皇の命により、如意山　願成寺に改称する。大規模な伽藍が建立されたという。この時、行基が十一面観音像を作り、今までの観音像は胎内仏としたという。
756年（天平勝宝8歳）、中将姫がこの地を訪れ、病気治癒の願掛けを行なう。治癒後、1本のヤマザクラを植える（中将姫誓願桜）。
937年（承平7年）、藤原純友の兵の手により焼失。鎌倉時代の北条泰時が執権の頃再建され、再び大規模な伽藍の寺院となる。しかし、1567年（永禄10年）、織田信長の稲葉山城攻めの際、斎藤龍興の軍勢の一部が願成寺に立てこもった為、願成寺は信長軍により取り囲まれ全焼する。
1653年（承応2年）に神光寺（関市下有知）の僧・宥遍上人によって再興され、1689年（元禄2年）、真言宗に改宗する。

## 文化財など

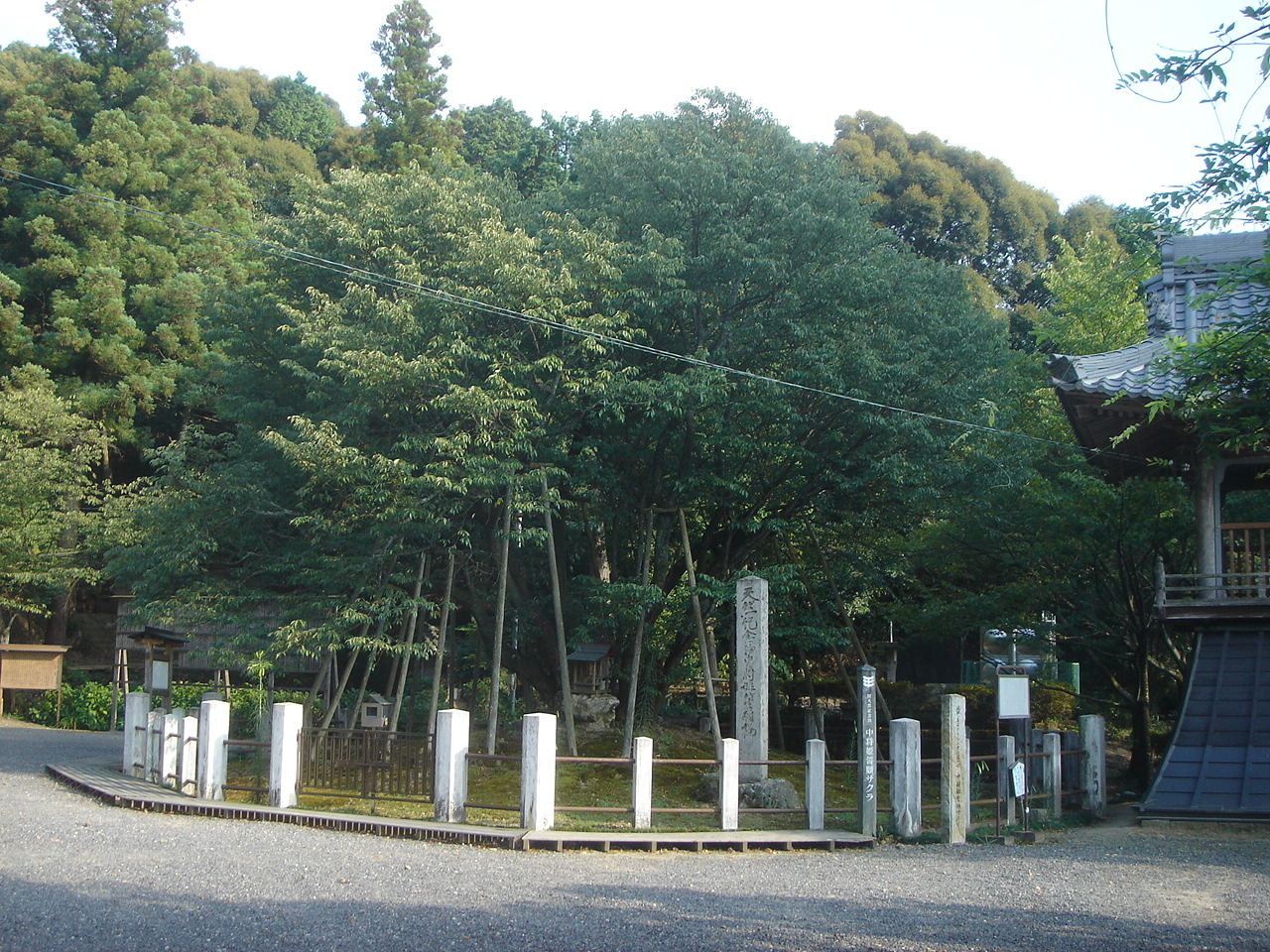
8月の中将姫誓願桜

天然記念物（国指定）
- 中将姫誓願桜[1]　花弁が20～30あるヤマザクラの突然変異の栽培品種とされている。1929年（昭和4年）指定。

岐阜県指定重要文化財
- 木造十一面観音立像　（伝行基作。実際には鎌倉時代作）[2]
- 木造大日如来坐像　（鎌倉時代作）[3]
- 木造阿弥陀如来坐像　（鎌倉時代作）[4]
- 木造金剛力士立像　（鎌倉時代作）[5]
- 鰐口　（鎌倉時代作）[6]
- 華瓶及閼伽桶[7]6口
- 念誦次第五種伝叡尊筆[8]5冊
- 春日版大般若経[9]320冊
- 絹本著色刀八毘沙門天像

岐阜市指定文化財
- 木造不動明王立像[10]
- 木造弘法大師坐像[10]

## 所在地
- 岐阜県岐阜市大洞1-21-2

## 交通アクセス
岐阜バス「光輪公園口」バス停が最寄である。徒歩10分。
- JR岐阜駅バスターミナル
  - 14番のりば　「大洞緑団地」行き
- 岐阜バスターミナル
  - C番のりば　「大洞緑団地」行き